# Bactrocera ochracea
Bactrocera ochracea är en tvåvingeart som beskrevs av Drew 1989. Bactrocera ochracea ingår i släktet Bactrocera och familjen borrflugor. Inga underarter finns listade.